# Cañoncito (contea di Bernalillo)
Cañoncito è una comunità non incorporata degli Stati Uniti d'America della contea di Bernalillo nello Stato del Nuovo Messico. Cañoncito si trova lungo la New Mexico State Road 14, 13.5 miglia (21.7 km) ad est dal centro di Albuquerque.